# Canton d'Eymoutiers
Le canton d'Eymoutiers est une circonscription électorale française située dans le département de la Haute-Vienne et la région Nouvelle-Aquitaine.

## Géographie

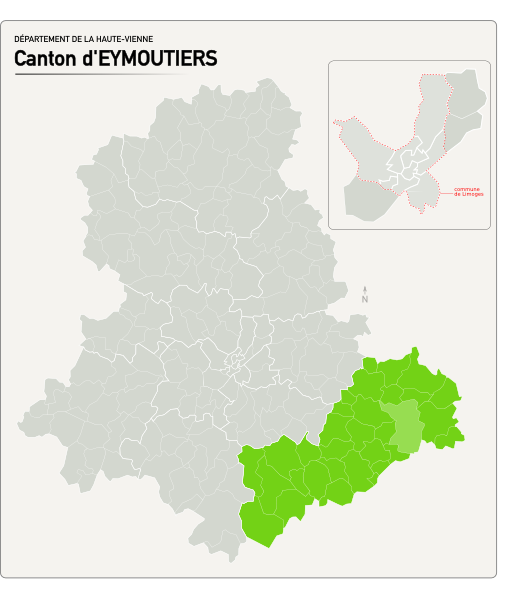
Situation du canton d'Eymoutiers dans le département de la Haute-Vienne depuis 2015.

Ce canton est organisé autour d'Eymoutiers dans l'arrondissement de Limoges. 

## Histoire
Par décret du 20 février 2014, le nombre de cantons du département est divisé par deux, avec mise en application aux élections départementales de mars 2015. Le canton d'Eymoutiers est conservé et s'agrandit. Il passe de 12 à 32 communes.

## Représentation

### Conseillers généraux de 1833 à 2015
| Période | Période      | Identité                          | Étiquette                       | Qualité                                                                                             |
| ------- | ------------ | --------------------------------- | ------------------------------- | --------------------------------------------------------------------------------------------------- |
| 1833    | 1855 (décès) | François Dumont-Saint-Priest      | Centre gauche                   | Avocat Procureur général de Limoges Député (1830-1831)                                              |
| 1856    | 1859         | Louis Géry                        |                                 | Avocat à Limoges                                                                                    |
| 1859    | 1874         | Jean-Baptiste François Cramouzaud |                                 | Maire d'Eymoutiers                                                                                  |
| 1874    | 1886         | Pierre Nony                       | Droite                          | Notaire - Maire d'Eymoutiers                                                                        |
| 1886    | 1910         | Aristide Pradet                   | Rad.                            | Médecin Maire de Peyrat-le-Château puis Maire d'Eymoutiers                                          |
| 1910    | 1940         | Jules Fraisseix                   | SFIO puis PC-SFIC               | Médecin Maire d'Eymoutiers (1919-1940-1944-1952) Député (1928-1932) Déchu en 1940 (Décret Daladier) |
|         |              |                                   |                                 | |
| 1942    | 1945         | René Fantoulier                   |                                 | Propriétaire Maire d'Eymoutiers (1940-1944) Nommé conseiller départemental en 1942                  |
|         |              |                                   |                                 | |
| 1945    | 1952 (décès) | Jules Fraisseix                   | PCF                             | Médecin Maire d'Eymoutiers (1919-1940 et 1944-1952) Député (1928-1932) / Sénateur (1946-1948)       |
| 1953    | 1967         | Jean Fraisseix neveu du précédent | PCF puis Communiste indépendant | Médecin Maire d'Eymoutiers (1952-1989)                                                              |
| 1967    | 1998         | André Leycure (1927-2002)         | PCF puis ADS                    | Instituteur Maire de Nedde (1959-2001) Conseiller régional                                          |
| 1998    | 2015         | Michel Ponchut                    | ADS                             | Ancien employé SNCF Ancien adjoint au maire d'Eymoutiers                                            |

### Conseillers d'arrondissement (de 1833 à 1940)
| Période                                  | Période | Identité                                                    | Étiquette | Qualité |
| ---------------------------------------- | ------- | ----------------------------------------------------------- | --------- | --- |
| 1833                                     | 1839    | Léonard Géry (1788-1860)                                    |           | Avocat à Limoges                                                                                            |
| 1839                                     | 1848    | Jean Baptiste Marie Cyprien Tristan de Lhermite (1788-1859) |           | Contrôleur des contributions directes, propriétaire du château d'Augne à Eymoutiers                         |
|                                          |         |                                                             |           | |
| 1907                                     | 1913    | Marcelin Faure                                              | Radical   | Menuisier, maire de Domps                                                                                   |
| 1913                                     | 1925    | Pierre Thète                                                | SFIO      | Cultivateur, maire de Nedde                                                                                 |
| 1925                                     | 1940    | Léonard Roby                                                | PC-SFIC   | Marchand de bestiaux, adjoint au maire de Nedde Déchu en 1940 (Décret Daladier)                             |
| 1940                                     |         |                                                             |           | Les conseils d'arrondissement ont été suspendus par la loi du 12 octobre 1940 et n'ont jamais été réactivés |
| Les données manquantes sont à compléter. |         |                                                             |           | |

### Conseillers départementaux depuis 2015
| Période élective | Période élective | Mandat | Mandat   | Identité                  | Nuance | Nuance | Qualité |
| ---------------- | ---------------- | ------ | -------- | ------------------------- | ------ | ------ | --- |
| 2015             | 2021             | 2015   | 2021     | Thierry Lafarge           |        | FG     | Employé Conseiller général du canton de Châteauneuf-la-Forêt (2008-2015)                                                                          |
| 2015             | 2021             | 2015   | 2021     | Jacqueline Lhomme-Léoment |        | FG     | Fonctionnaire, 1re Adjointe au maire (2014-2020) puis Maire de Saint-Genest-sur-Roselle depuis 2020, Ancienne Vice-Présidente du Conseil régional |
| 2021             | 2028             | 2021   | en cours | Jacqueline Lhomme-Léoment |        | PCF    | Infirmière retraitée, maire de Saint-Genest-sur-Roselle, suppléante du député Damien Maudet                                                       |
| 2021             | 2028             | 2021   | en cours | Patrick Malet             |        | DVG    | Professeur d'enseignement artistique, adjoint au maire d'Eymoutiers apparenté au groupe ADS-PCF                                                   |

### Résultats détaillés

#### Élections de mars 2015
À l'issue du 1er tour des élections départementales de 2015, deux binômes sont en ballottage : Marc Ditlecadet et Mélanie Plazanet (Union de la Gauche, 31,14 %) et Thierry Lafarge et Jacqueline Lhomme-Leoment (DVG, 29,51 %). Le taux de participation est de 59,09 % (9 295 votants sur 15 731 inscrits) contre 57,81 % au niveau départemental et 50,17 % au niveau national.
Au second tour, Thierry Lafarge et Jacqueline Lhomme-Leoment (DVG) sont élus avec 51,83 % des suffrages exprimés et un taux de participation de 56,87 % (3 914 voix pour 8 947 votants et 15 732 inscrits).

#### Élections de juin 2021
Le premier tour des élections départementales de 2021 est marqué par un très faible taux de participation (33,26 % au niveau national). Dans le canton d'Eymoutiers, ce taux de participation est de 39,54 % (5 999 votants sur 15 171 inscrits) contre 37,25 % au niveau départemental. À l'issue de ce premier tour, deux binômes sont en ballottage : Jacqueline Lhomme Leoment et Patrick Malet (Union à gauche, 45,28 %) et Alain Debrosse et Emilie Pons-De Launay (DVD, 41,86 %).
Le second tour des élections est marqué une nouvelle fois par une abstention massive équivalente au premier tour. Les taux de participation sont de 34,36 % au niveau national, 38,38 % dans le département et 41,47 % dans le canton d'Eymoutiers. Jacqueline Lhomme Leoment et Patrick Malet (Union à gauche) sont élus avec 55,67 % des suffrages exprimés (3 230 voix pour 6 293 votants et 15 173 inscrits),,. 

## Composition

### Composition avant 2015

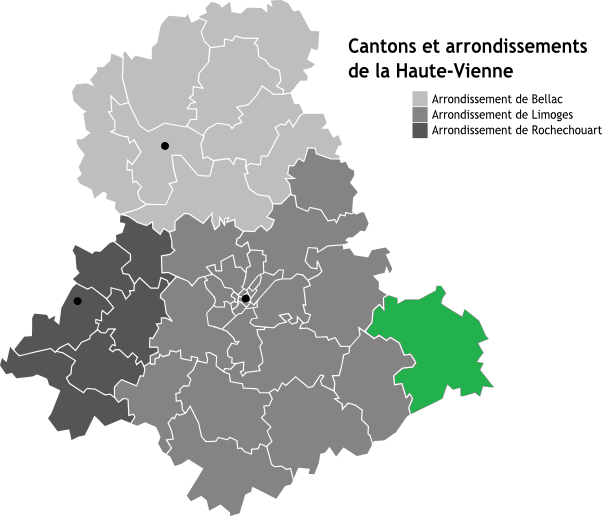
Situation du canton d'Eymoutiers dans le département de la Haute-Vienne avant 2015.

Le canton d'Eymoutiers regroupait 12 communes.
| Nom                      | Code Insee | Codepostal | Superficie (km2) | Population (dernière pop. légale) | Densité (hab./km2) |
| ------------------------ | ---------- | ---------- | ---------------- | --------------------------------- | ------------------ |
| Eymoutiers (chef-lieu)   | 87064      | 87120      | 70,22            | 2 052 (2012)                      | 29                 |
| Augne                    | 87004      | 87120      | 17,59            | 110 (2012)                        | 6,3                |
| Beaumont-du-Lac          | 87009      | 87120      | 23,91            | 161 (2012)                        | 6,7                |
| Bujaleuf                 | 87024      | 87460      | 41,17            | 862 (2012)                        | 21                 |
| Cheissoux                | 87043      | 87460      | 10,21            | 187 (2012)                        | 18                 |
| Domps                    | 87058      | 87120      | 13,54            | 118 (2012)                        | 8,7                |
| Nedde                    | 87104      | 87120      | 52,73            | 494 (2012)                        | 9,4                |
| Peyrat-le-Château        | 87117      | 87470      | 52,96            | 928 (2012)                        | 18                 |
| Rempnat                  | 87123      | 87120      | 20,91            | 142 (2012)                        | 6,8                |
| Saint-Amand-le-Petit     | 87132      | 87120      | 15,31            | 106 (2012)                        | 6,9                |
| Sainte-Anne-Saint-Priest | 87134      | 87120      | 16,54            | 140 (2012)                        | 8,5                |
| Saint-Julien-le-Petit    | 87153      | 87460      | 29,13            | 295 (2012)                        | 10                 |

### Composition depuis 2015
Le canton comprend désormais trente-deux communes entières.
| Nom                                | Code Insee | Intercommunalité                 | Superficie (km2) | Population (dernière pop. légale) | Densité (hab./km2) | Modifier                                    |
| ---------------------------------- | ---------- | -------------------------------- | ---------------- | --------------------------------- | ------------------ | ------------------------------------------- |
| Eymoutiers (bureau centralisateur) | 87064      | CC des Portes de Vassivière      | 70,22            | 2 067 (2022)                      | 29                 | modifier les données · modifier les données |
| Augne                              | 87004      | CC des Portes de Vassivière      | 17,59            | 124 (2022)                        | 7,0                | modifier les données · modifier les données |
| Beaumont-du-Lac                    | 87009      | CC des Portes de Vassivière      | 23,91            | 136 (2022)                        | 5,7                | modifier les données · modifier les données |
| Bujaleuf                           | 87024      | CC des Portes de Vassivière      | 41,17            | 873 (2022)                        | 21                 | modifier les données · modifier les données |
| Château-Chervix                    | 87039      | CC Briance Sud Haute-Vienne      | 51,05            | 791 (2022)                        | 15                 | modifier les données · modifier les données |
| Châteauneuf-la-Forêt               | 87040      | CC Briance-Combade               | 29,25            | 1 536 (2022)                      | 53                 | modifier les données · modifier les données |
| Cheissoux                          | 87043      | CC des Portes de Vassivière      | 10,21            | 223 (2022)                        | 22                 | modifier les données · modifier les données |
| Coussac-Bonneval                   | 87049      | CC du Pays de Saint-Yrieix       | 66,73            | 1 272 (2022)                      | 19                 | modifier les données · modifier les données |
| La Croisille-sur-Briance           | 87051      | CC Briance-Combade               | 43,61            | 690 (2022)                        | 16                 | modifier les données · modifier les données |
| Domps                              | 87058      | CC des Portes de Vassivière      | 13,54            | 99 (2022)                         | 7,3                | modifier les données · modifier les données |
| Glanges                            | 87072      | CC Briance Sud Haute-Vienne      | 22,85            | 510 (2022)                        | 22                 | modifier les données · modifier les données |
| Linards                            | 87086      | CC Briance-Combade               | 36,30            | 1 004 (2022)                      | 28                 | modifier les données · modifier les données |
| Magnac-Bourg                       | 87088      | CC Briance Sud Haute-Vienne      | 15,11            | 1 115 (2022)                      | 74                 | modifier les données · modifier les données |
| Masléon                            | 87093      | CC Briance-Combade               | 8,72             | 286 (2022)                        | 33                 | modifier les données · modifier les données |
| Meuzac                             | 87095      | CC Briance Sud Haute-Vienne      | 43,40            | 733 (2022)                        | 17                 | modifier les données · modifier les données |
| Nedde                              | 87104      | CC des Portes de Vassivière      | 52,73            | 455 (2022)                        | 8,6                | modifier les données · modifier les données |
| Neuvic-Entier                      | 87105      | CC Briance-Combade               | 39,34            | 874 (2022)                        | 22                 | modifier les données · modifier les données |
| Peyrat-le-Château                  | 87117      | CC des Portes de Vassivière      | 52,96            | 1 028 (2022)                      | 19                 | modifier les données · modifier les données |
| La Porcherie                       | 87120      | CC Briance Sud Haute-Vienne      | 31,34            | 518 (2022)                        | 17                 | modifier les données · modifier les données |
| Rempnat                            | 87123      | CC des Portes de Vassivière      | 20,91            | 145 (2022)                        | 6,9                | modifier les données · modifier les données |
| Roziers-Saint-Georges              | 87130      | CC Briance-Combade               | 11,66            | 161 (2022)                        | 14                 | modifier les données · modifier les données |
| Saint-Amand-le-Petit               | 87132      | CC des Portes de Vassivière      | 15,31            | 112 (2022)                        | 7,3                | modifier les données · modifier les données |
| Saint-Germain-les-Belles           | 87146      | CC Briance Sud Haute-Vienne      | 37,28            | 1 148 (2022)                      | 31                 | modifier les données · modifier les données |
| Saint-Gilles-les-Forêts            | 87147      | CC Briance-Combade               | 8,28             | 44 (2022)                         | 5,3                | modifier les données · modifier les données |
| Saint-Julien-le-Petit              | 87153      | CC des Portes de Vassivière      | 29,13            | 296 (2022)                        | 10                 | modifier les données · modifier les données |
| Saint-Méard                        | 87170      | CC Briance-Combade               | 24,51            | 367 (2022)                        | 15                 | modifier les données · modifier les données |
| Saint-Priest-Ligoure               | 87176      | CC Pays de Nexon-Monts de Châlus | 41,13            | 696 (2022)                        | 17                 | modifier les données · modifier les données |
| Saint-Vitte-sur-Briance            | 87186      | CC Briance Sud Haute-Vienne      | 20,66            | 323 (2022)                        | 16                 | modifier les données · modifier les données |
| Sainte-Anne-Saint-Priest           | 87134      | CC des Portes de Vassivière      | 16,54            | 140 (2022)                        | 8,5                | modifier les données · modifier les données |
| Surdoux                            | 87193      | CC Briance-Combade               | 3,88             | 54 (2022)                         | 14                 | modifier les données · modifier les données |
| Sussac                             | 87194      | CC Briance-Combade               | 25,42            | 364 (2022)                        | 14                 | modifier les données · modifier les données |
| Vicq-sur-Breuilh                   | 87203      | CC Briance Sud Haute-Vienne      | 50,89            | 1 327 (2022)                      | 26                 | modifier les données · modifier les données |
| Canton d'Eymoutiers                | 8707       |                                  | 975,63           | 19 511 (2022)                     | 20                 | modifier les données                        |

## Démographie

### Démographie avant 2015
| 1962  | 1968  | 1975  | 1982  | 1990  | 1999  | 2006  | 2011  | 2012  |
| ----- | ----- | ----- | ----- | ----- | ----- | ----- | ----- | ----- |
| 9 561 | 8 799 | 8 087 | 7 292 | 6 632 | 5 992 | 5 898 | 5 646 | 5 595 |

### Démographie depuis 2015
En 2022, le canton comptait 19 511 habitants, en évolution de −0,3 % par rapport à 2016 (Haute-Vienne : −0,68 %, France hors Mayotte : +2,11 %).
| 2013   | 2018   | 2022   |
| ------ | ------ | ------ |
| 19 782 | 19 440 | 19 511 |